# 포괄일죄
| |
| 형법 刑法 |
| 형법학 · 범죄 · 형벌 죄형법정주의 |
| 범죄론 |
| 구성요건 · 실행행위 · 부작위범 간접정범 · 미수범 · 기수범 · 중지범 불능범 · 상당인과관계 고의 · 고의범 · 착오 과실 · 과실범 공범 · 정범 · 공동정범 공모공동정범 · 교사범 · 방조범 |
| 항변 |
| 위법성조각사유 · 위법성 · 책임 · 책임주의 책임능력 · 심신상실 · 심신미약 · 정당행위 · 정당방위 · 긴급피난 · 오상방위 · 과잉방위 · 강요된 행위                                     |
| 죄수 |
| 상상적 경합 · 연속범 · 병합죄 |
| 형벌론 |
| 사형 · 징역 · 금고 벌금 · 구류 · 과료 · 몰수 법정형 · 처단형 · 선고형 자수 · 작량감경 · 집행유예                                                                                  |
| 대인범죄 |
| 보통살인죄 · 존속살해죄 · 자살교사·방조죄 |
| 촉탁승낙살인죄 · 영아살해죄 · 낙태죄 |
| 상관살해죄 |
| 폭행죄 · 상해치사죄 · 절도죄 |
| 성범죄 · 성매매알선 · 강간죄 |
| 유괴 · 과실치사상죄 · |
| 대물범죄 |
| 손괴죄 · 방화죄 |
| 절도죄 · 강도죄 · 사기죄 |
| 사법절차 방해죄 |
| 공무집행방해죄 · 뇌물죄 |
| 위증죄 · 배임죄 |
| 미완의 범죄 |
| 시도 · 모의 · 공모 |
| 형법적 항변 |
| 자동증, 음주 & 착오 |
| 정신 이상 · 한정책임능력 |
| 강박 · 필요 |
| 도발 · 정당방위 |
| 다른 7법 영역 |
| 헌법 · 민법 · 형법 |
| 민사소송법 · 형사소송법 · 행정법 |
| 포털: 법 · 법철학 · 형사정책 |
| v • d • e • h |

포괄일죄([包括一罪)란 형법상 개념으로 수개의 행위가 포괄적으로 1개의 구성요건에 해당하여 1죄를 구성하는 것을 말한다.

## 포괄일죄의 행위시법
포괄일죄로 되는 개개의 범죄행위가 법 개정의 전후에 걸쳐서 행하여진 경우에는 신구법의 경중을 비교하여 적용할 것이 아니라 행위 종료시의 법인 신법을 적용하여 처단하여야 할 것이다.

## 판례
- 피고인이 포괄일죄의 관계에 있는 범행의 일부를 실행한 후 공범관계에서 이탈하였으나 다른 공범자에 의하여 나머지 범행이 이루어진 경우, 피고인이 관여하지 않은 부분에 대하여도 죄책을 부담한다[2]
- 절도범이 절도현장에서 체포면탈을 목적으로 자신을 체포하려는 A와 B를 같은 기회에 폭행하여 B에게만 상해를 가한 경우에는 포괄하여 하나의 강도상해죄가 성립한다.[3]
- 상관으로부터 집총을 하고 군사교육을 받으라는 명령을 수회 받고도 그때마다 이를 거부한 경우에는 그 명령 횟수 만큼의 항명죄가 즉시 성립하는 것이지, 집총거부의 의사가 단일하고 계속된 것이며 피해법익이 동일하다고 하여 수회의 명령거부행위에 대하여 하나의 항명죄만 성립한다고 할 수는 없다.[4]
- 포괄일죄의 범행 도중에 공동정범으로 범행에 가담한 자는 비록 그가 그 범행에 가담할 때에 이미 이루어진 종전의 범행을 알았다 하더라도 그 가담 이후의 범행에 대하여만 공동정범으로 책임을 진다[5]
- 포괄일죄로 된 개개의 범죄행위가 법 개정의 전후에 걸쳐서 행하여진 경우에는 신․구법의 법정형에 대한 경중을 경중을 비교할 필요도 없이 신법을 적용해야 한다[6]
- 포괄일죄에 관한 기존 처벌법규에 대하여 그 표현이나 형량과 관련한 개정을 하는 경우가 아니라 애초에 죄가 되지 아니하던 행위를 구성요건의 신설로 포괄일죄의 처벌대상으로 삼는 경우에는 신설된 포괄일죄 처벌법규가 시행되기 이전의 행위에 대하여는 신설된 법규를 적용하여 처벌할 수 없다.[7]
- 뇌물을 여러 차례에 걸쳐 수수함으로써 그 행위가 여러 개이더라도 그것이 단일하고 계속적 범의에 의하여 이루어지고 동일법익을 침해한 때에는 포괄일죄로 처벌함이 상당하다.[8]
- 사기죄에 있어서 동일한 피해자에 대하여 수회에 걸쳐 기망행위를 하여 금원을 편취한 경우, 그 범의가 단일하고 범행 방법이 동일하다면 사기죄의 포괄일죄만이 성립한다.[9]
- 포괄일죄라 함은 각기 따로 존재하는 수개의 행위가 한개의 구성요건을 한번 충족하는 경우를 말하므로 구성요건을 달리하고 있는 횡령, 배임 등의 행위와 사기의 행위는 포괄일죄를 구성할 수 없다[10]
- 타인의 사무를 처리하는 자가 여러 사람으로부터 각각 부정한 청탁을 받고 그들로부터 각각 금품을 수수한 경우에는 비록 그 청탁이 동종의 것이라고 하더라도 단일하고 계속된 범의 아래 이루어진 범행으로 보기 어려워 그 전체를 포괄일죄로 볼 수 없다[11]
- 포괄일죄는 그 중간에 다른 종류의 범죄에 대한 확정판결이 끼어 있어도 그 때문에 포괄일죄가 둘로 나뉘는 것은 아니고, 또 이 경우에는 그 확정판결 후의 범죄로 다루어야 한다.[12]
- 구 성매매알선 등 행위의 처벌에 관한 법률상의 ‘영업으로 성매매를 알선한 행위’와 ‘영업으로 성매매에 제공되는 건물을 제공하는 행위’는 당해 행위 사이에서 각각 포괄일죄를 구성할 뿐, 서로 독립된 가벌적 행위로서 별개의 죄를 구성한다[13]
- 상습절도의 범행을 한 사람이 그 절도습벽의 발현으로 자동차 등 불법사용의 범행을 함께 저지른 경우 자동차불법사용죄는 상습절도죄와 포괄일죄의 관계에 있다[14]
- 선거운동과 관련하여 금품제공을 약속한 후 이를 제공한 경우 그 약속은 제공에 흡수되나, 금품제공을 약속한 후 실제로는 그 일부만을 제공한 경우에 있어서는 금품제공약속행위 전부가 금품제공행위에 흡수된다고 볼 수는 없고 금품제공약속행위 전부와 금품제공행위를 포괄하여 공직선거법 위반죄의 1죄가 성립한다고 보는 것이 타당하다[15]
- 수개의 ‘무등록 건설업 영위 행위’가 단일하고 계속된 범의하에 근접한 일시․장소에서 유사한 방법으로 행하여지는 등 밀접한 관계가 있어 전체를 1개의 행위로 평가함이 상당한 경우에는 이들 각 행위를 통틀어 포괄일죄로 처벌하여야 한다[16]
- 단일하고 계속된 범의 하에 일정기간 계속하여 약사법 제35조 제1항에 위반된 행위를 한 경우, 그 죄수는 포괄일죄이다.[17]
- 동일 죄명에 해당하는 수개의 행위를 단일하고 계속된 범의 하에 일정기간 계속하여 행하고 그 피해법익도 동일한 경우에는 이들 각 행위를 통틀어 포괄일죄로 처단하여야 한다.[18]
- 피고인들이, 자신들이 개설한 인터넷 사이트를 통해 회원들로 하여금 음란한 동영상을 게시하도록 하고, 다른 회원들로 하여금 이를 다운받을 수 있도록 하는 방법으로 정보통신망을 통한 음란한 영상의 배포, 전시를 방조한 행위가 단일하고 계속된 범의 아래 일정기간 계속하여 이루어졌고 피해법익도 동일한 경우, 포괄일죄의 관계에 있다[19]

### 실행 종료시 법 적용
- 포괄일죄로 되는 개개의 범죄행위가 법개정의 전후에 걸쳐서 행하여진 경우에는 신․구법의 법정형에 대한 경중을 비교하여 볼 필요도 없이 범죄 실행 종료시의 법이라고 할 수 있는 신법을 적용하여 포괄일죄로 처단하여야 한다[20]

### 개념
- 수개의 행위태양이 동일한 법익을 침해하는 일련의 행위로서 각 행위 간 필연적 관련성이 당연히 예상되는 경우에는 포괄일죄의 관계에 있다.[21]

### 일부상소와 심판범위
포괄일죄의 일부만이 유죄로 인정된 경우 그 유죄 부분에 대하여 피고인만이 상고하였을 뿐 무죄나 공소기각으로 판단된 부분에 대하여 검사가 상고를 하지 않았다면, 상고불가분의 원칙에 의하여 유죄 이외의 부분도 상고심에 이심되기는 하나 그 부분은 이미 당사자 간의 공격, 방어의 대상으로부터 벗어나 사실상 심판대상에서부터도 이탈하게 되므로, 상고심으로서도 그 부분에까지 나아가 판단할 수 없다

### 경합범에 있어서 자백의 보강정도
- 소변검사 결과는 1995. 1. 17.자 투약행위로 인한 것일 뿐 그 이전의 4회에 걸친 투약행위와는 무관하고, 압수된 약물도 이전의 투약행위에 사용되고 남은 것이 아니므로, 위 소변검사 결과와 압수된 약물은 결국 피고인이 투약 습성이 있다는 점에 관한 정황증거에 불과하다 할 것인바, 투약 습성에 관한 정황 증거만으로 향정신성의약품관리법위반죄의 객관적 구성요건인 각 투약행위가 있었다는 점에 관한 보강증거로 삼을 수는 없다[23].

### 부정사례
- 무면허운전으로 인한 도로교통법위반죄에 있어서는 어느 날에 운전을 시작하여 다음날까지 동일한 기회에 일련의 과정에서 계속 운전을 한 경우 등 특별한 경우를 제외하고는 사회통념상 운전한 날을 기준으로 운전한 날마다 1개의 운전행위가 있다고 보는 것이 상당하므로 운전한 날마다 무면허운전으로 인한 도로교통법위반의 1죄가 성립한다고 보아야 할 것이고, 비록 계속적으로 무면허운전을 할 의사를 가지고 여러 날에 걸쳐 무면허운전행위를 반복하였다 하더라도 이를 포괄하여 일죄로 볼 수는 없다.[24]
- 신용협동조합 전무가 수개의 거래처로부터 각기 다른 일시에 1인당 대출한도를 초과하여 대출을 하여 달라는 부탁을 받고 이에 응하여 각기 다른 범의 하에 부당대출을 하여 준 경우, 포괄일죄에 해당하지 않는다.[25]
- 히로뽕 완제품을 제조할 때 함께 만든 액체 히로뽕 반제품을 땅에 묻어 두었다가 약 1년 9월 후에 앞서 제조시의 공범 아닌 자 등의 요구에 따라 그들과 함께 위 반제품으로 그 완제품을 제조한 경우 포괄일죄를 이룬다고 할 수 없으므로 형법 제37조 전단의 경합범으로 의율처단하여야 한다[26]
- 가장거래에 의한 사기죄와 분식회계에 의한 사기죄는 범행 방법이 동일하지 않아 그 피해자가 동일하더라도 포괄일죄가 성립하지 않는다.[27]
- 다수의 계를 조직하여 수인이 계원들을 개별적으로 기망하여 계불입금을 편취한 경우, 각 피해자별로 독립하여 사기죄가 성립하고 그 사기죄 상호간은 실체적 경합범이지 포괄일죄가 아니다.[28]
- 영업으로 성매매를 알선한 행위와 영업으로 성매매에 제공되는 건물을 제공하는 행위는 구 성매매알선 등 행위의 처벌에 관한 법률위반죄의 포괄일죄이다.[21]
- 횡령, 배임 등의 행위와 사기의 행위는 포괄일죄를 구성할 수 없다.[29]
- 컴퓨터로 음란 동영상을 제공한 제1범죄행위로 서버컴퓨터가 압수된 이후 다시 장비를 갖추어 동종의 제2범죄행위를 하고 제2범죄행위로 인하여 약식명령을 받아 확정된 경우에 있어서 두 범죄행위는 포괄일죄가 아니다.[30]
- 세무공무원이 직할시세인 취득세, 등록세, 구세인 재산세, 종합토지세, 국세인 방위세와 교육세를 한꺼번에 횡령한 경우[31]
- 여러 날에 걸쳐 무면허운전을 한 경우[32]
- 대출에 있어서 부실한 담보를 받고 대출한도 거래약정 또는 여신한도 거래약정을 체결한 후 그 한도금액을 여러 번에 걸쳐 나누어 인출한 경우(배임죄)[33]
- 단일한 범의와 동일한 범행방법으로 여러 사람에 대하여 따로 기망행위를 하여 각가 재물을 편취한 경우(사기죄)[34]

### 긍정사례
- 금융기관 임직원인 甲이 그 직무에 관하여 乙로부터 정식 이사가 될 수 있도록 도와달라는 부탁을 받고 1년 동안 12회에 걸쳐 그 사례금 명목으로 합계 1억 2,000만원을 교부받은 경우[35]
- 예금주인 현금카드 소유자를 협박하여 그 카드를 갈취하였고, 하자 있는 의사 표시이기는 하지만 피해자의 승낙에 의하여 현금카드를 사용할 권한을 부여받아 이를 이용하여 현금을 인출한 이상, 피해자가 그 승낙의 의사표시를 취소하기까지는 현금카드를 적법, 유효하게 사용할 수 있고, 은행의 경우에도 피해자의 지급정지 신청이 없는 한 피해자의 의사에 따라 그의 계산으로 적법하게 예금을 지급할 수밖에 없는 것이므로, 피고인이 피해자로부터 현금카드를 사용한 예금인출의 승낙을 받고 현금카드를 교부받은 행위와 이를 사용하여 현금자동지급기에서 예금을 여러 번 인출한 행위들은 모두 피해자의 예금을 갈취하고자 하는 피고인의 단일하고 계속된 범의 아래에서 이루어진 일련의 행위로서 포괄하여 하나의 공갈죄를 구성한다고 볼 것[36]
- 도박의 습벽이 있는 자가 도박을 하고 그 다음날 도박의 습벽이 없는 타인의 도박을 방조한 경우에는 상습도박죄의 포괄일죄이다.[37]
- 음주상태로 자동차를 운전하다가 제1차 사고를 내고 그대로 진행하여 제2차 사고를 낸 경우 1차 사고시의 음주운전행위와 2차사고시의 음주운전행위는 도로교통법 위반죄의 포괄일죄이다.[38]
- 다른 사람의 주택에 무단 침입한 범죄사실로 이미 유죄판결을 받은 사람이 판결 확정 후에도 퇴거하지 않은 채 계속하여 당해 주택에 거주한 경우, 판결확정 이후의 행위가 별도의 주거침입죄를 구성한다.[39]
- 하나의 사건에 관하여 한 번 선서한 증인이 같은 기일에 여러 가지 사실에 관하여 기억에 반하는 허위의 진술을 한 경우(위증죄)[40]
- 대한민국과 외국 간 지급,추심 및 영수에 직접 필요하고 밀접한 부대업무는 구 외국환거래법상 외국환업무에 해당되며 이를 위반한 수개의 무등록 외국환업무는 포괄일죄[41]
- 절도범이 체포를 면탈할 목적으로 체포하려는 여러 명의 피해자에게 같은 기회에 폭행을 가하여 그 중 1인에게만 상해를 가하였다면 이러한 행위는 포괄하여 하나의 강도상해죄만 성립한다[42]

- 접속범은 동일한 법익에 대하여 수개의 구성요건적 행위가 불가분하게 접속하여 행하여지는 범행형태로 같은 기회에 하나의 행위로 여러 개의 영업비밀을 취득하였다면 이는 일죄로 평가된다.[43]

### 부정 사례
- 甲이 계속적으로 무면허로 운전할 의사를 가지고 여러 날에 걸쳐 무면허운전행위를 반복한 경우(어느 날에 운전을 시작하여 다음날까지 동일한 기회에 일련의 과정에서 계속 운전을 한 경우와 같은 특별한 경우 등은 제외함): 운전한 날마다 무면허운전죄 1죄 성립[44]
- 작가협회 회원인 甲이 A의 명의를 도용하여 작가협회 교육원장을 비방하는 내용의 호소문을 작성한 후, 이를 작가협회 회원들에게 우편으로 송달한 경우: 사문서위조죄와 명예훼손죄의 실체적 경합관계[45]
- 甲이 히로뽕 완제품을 제조하고, 그 때 함께 만든 액체 히로뽕 반제품을 땅에 묻어 두었다가 약 1년 9개월 후, 이전에 제조를 요구했던 사람이 아닌 다른 사람들의 요구에 따라 그들과 함께 위 반제품을 완제품으로 제조한 경우: 실체적 경합관계[46]

## 참고문헌
- 위인규. (2023). 온라인상 도박공간개설죄의 포괄일죄 인정기준에 관하여. 법학연구, 64(4), 349-375.
- 양종모. (2011). 포괄일죄 법리의 문제점과 개선방안. 저스티스,, 125-155.
- 홍순건. (2024). 사기죄에서의 피해자 범위 개념의 확장과 포괄일죄에 관한 제문제. 법조, 73(5), 321-359.
- 권창국. (2019). 상습범 등 포괄일죄의 재심사건과 일사부재리효가 미치는 범위. 사법, 1(47), 299-329.
- 최준혁. (2017). 포괄일죄와 경합범의 구별기준- 대법원 2016. 10. 27. 선고 2016도11318 판결 -. 법조, 66(1), 761-788.
- 김정한, 김현조. (2016). 포괄일죄의 일부에 대한 확정판결의 기판력과 죄수 문제. 형사소송 이론과 실무, 8(2), 169-198.
- 김준호. (2014). 법조경합과 포괄일죄의 실체법상 본질에 관한 비교법적 일고찰——일본 형법학의 죄수이론 변천에서 모색하는 약간의 시사점. 동북아법연구, 8(2), 201-232.
- 김준호. (2014). 법조경합과 포괄일죄의 실체법상 죄수에 관한판례이론의 분석. 형사법의 신동향,(44), 1-30.
- 심희기. (2003, 3). 중요판례집중연구형사판례연구-포괄일죄의 일부상소와 편면적 공방대상론. 고시연구, 30(3), 147-161.
- 朴光玟. (2002). 포괄일죄의 일부에 대한 추가기소와 확정판결에 의한 전후사건의 분리. 저스티스,, 276-290.
- 김혜경. (2013). 포괄일죄성 부정을 근거로 한 집합범 하위개념의 죄수판단. 형사법연구, 25(1), 35-66.
- 김혜경. (2011). 영업범의 개념과 죄수관계 －포괄일죄 또는 실체적 경합 성립여부－. 형사판례연구, 19, 37-73.

## 같이 보기
- 연속범
- 불가벌적 사후행위
- 실체적 경합
- 상상적 경합
- 상습범